# Malenovo, Iambol
Malenovo (în bulgară Маленово) este un sat în comuna Straldja, regiunea Iambol,  Bulgaria. 

## Demografie
Componența etnică a satului Malenovo
     Bulgari (98,7%)
     Nicio identificare (1,29%)
     Altele (0%)
La recensământul din 2011, populația satului Malenovo era de 309 locuitori. Din punct de vedere etnic, majoritatea locuitorilor (98,7%) erau bulgari. Pentru 1,29% din locuitori nu este cunoscută apartenența etnică.